# Potentilla glaucophylla
Potentilla glaucophylla — вид трав'янистих рослин родини розові (Rosaceae), поширений на півночі й заході Північної Америки. Етимологія: дав.-гр. γλαυκοϛ — «сірувато-зелений», лат. o — сполучна голосна, дав.-гр. φυλλον — «листя».

## Опис
Стебла 0.5–3(4.5) дм. Базальне листя 2–20 см, черешок (0.5)1–8(14) см, довгі волоски часто відсутні, іноді від розріджених до рясних, зазвичай пригнічені, 1–2 мм, від слабких до жорстких, листових фрагментів 5–6(7), іноді є 1–2(4) додаткові. Поверхні подібні, блакитно-зелені, довгі волоски від рідких до рясних. Стеблових листків (0)1–2(3).
Суцвіття 2–10(20)-квіткові. Квітоніжка (0.5)1–3(6.5) см. Квіти: чашолистки (2)2.5–4.5(5) мм, вершини від гострих до коротко загострених; пелюстки (4)5–10(12) × 4–9(10) мм; пиляки 0.4–0.7(0.9) мм. Сім'янка 1.2–1.6 мм.

## Поширення
Північна Америка: Ґренландія, Канада, США. Населяє краї луків, сухі гравійні площини й схили, й до субальпійських хвойних лісів, альпійську тундру; 0(100)–3500 м.